# IC 1264
IC 1264 ist eine linsenförmige Galaxie vom Hubble-Typ SB0 im Sternbild Herkules am Nordsternhimmel. Sie ist schätzungsweise 396 Millionen Lichtjahre von der Milchstraße entfernt.
Das Objekt wurde am 19. Juni 1890 von Lewis Swift entdeckt.